# Elisabethdom (Košice)
Der Dom St. Elisabeth (slowakisch Metropolitná katedrála svätej Alžbety oder Dóm svätej Alžbety, ungarisch Szent Erzsébet-főszékesegyház oder Szent Erzsébet-dóm), kurz Elisabethdom, historisch auch bekannt als Kaschauer Dom, ist eine gotische Kirche im Zentrum der ostslowakischen Stadt Košice (Kaschau). Er ist die größte Kirche der Slowakei und der Heiligen Elisabeth von Thüringen gewidmet. Der Elisabethdom ist die Kathedrale des Erzbistums Košice und beherbergt die Gruft des ungarischen Nationalhelden Franz II. Rákóczi.

## Geschichte
Der Bau des Doms begann 1378 an der Stelle einer 1370 niedergebrannten Pfarrkirche. Er erfolgte in mehreren Etappen. Die erste Bauphase dauerte bis 1420. In dieser Etappe wurde die Kirche als eine fünfschiffige Basilika nach dem Vorbild der Stiftskirche St. Viktor in Xanten am Rhein gebaut. In der zweiten Bauphase wurde die Konzeption geändert, und man kreuzte das Hauptschiff mit einem genauso hohen Querschiff. In der dritten Bauphase, 1470, baute man die Kapelle des Heiligen Kreuzes (Kromers Kapelle), 1477 die Kapelle der heiligen Maria (Szatmáris Kapelle) und die heute nicht mehr existierende Kapelle des Heiligen Joseph. 1491 wurde die Kirche stark beschädigt. Nikolaus Krompholz aus Neiße wurde beauftragt, die Kirche zu reparieren. Unter seiner Aufsicht wurde auch das Presbyterium und damit der Dom vollendet.
In den folgenden Jahrhunderten wurde der Dom mehrmals beschädigt und repariert. Die umfangreichste Rekonstruktion fand zwischen den Jahren 1877 und 1896 statt. Das Interieur und Exterieur der Kirche sollte wieder nach der fünfschiffigen Konzeption umgebaut werden. Das Originalmaßwerk der Westempore wurde im Zuge der Restaurierung verkauft und befindet sich heute als sogenannter Kaschauer Gang eingebaut in die Schauburg Kreuzenstein bei Wien. Die Kapelle des heiligen Joseph wurde abgerissen, und an das nördliche Schiff baute man eine Krypta, in die 1906 die sterblichen Überreste des Franz II. Rákóczi und seiner Gefährten überführt wurden, unter anderem Gräfin Jelena Zrinski.
Am Elisabethdom gibt es 52 Wasserspeier. Alle haben eine Tiergestalt, nur einer hat die Form eines Frauengesichtes. Der Legende nach habe sich die Ehefrau des Meisters Stephan dem Wein ergeben, und er stellte sie als einen Wasserspeier dar, damit sie bis zum Ende ihres Lebens, beziehungsweise solange der Elisabeth-Dom steht, nur Wasser speit. Im Elisabeth-Dom befindet sich die älteste erhaltene Zwillingswendeltreppe. Als Glockenturm des Doms diente der Urban-Turm.
Der heutige Elisabethdom bewahrt die fünfschiffige Konzeption. In der Vierung befindet sich ein Turm aus Metall. Der östliche Matthias-Turm aus dem Jahr 1461 und der westliche Turm vollenden die westliche Fassade. Der Elisabeth-Altar (Hauptaltar der heiligen Elisabeth) besteht aus 48 gotischen Tafelgemälden, die Szenen aus dem Leben und den Tod Elisabeths zeigen. Außerdem befinden sich im Kirchenraum eine hölzerne Skulptur der heiligen Maria, die Wandmalerei „Auferstehung“, ein bronzenes Taufbecken aus dem 14. Jahrhundert, ein gotischer Leidensweg, eine Steinkanzel und andere Sehenswürdigkeiten.

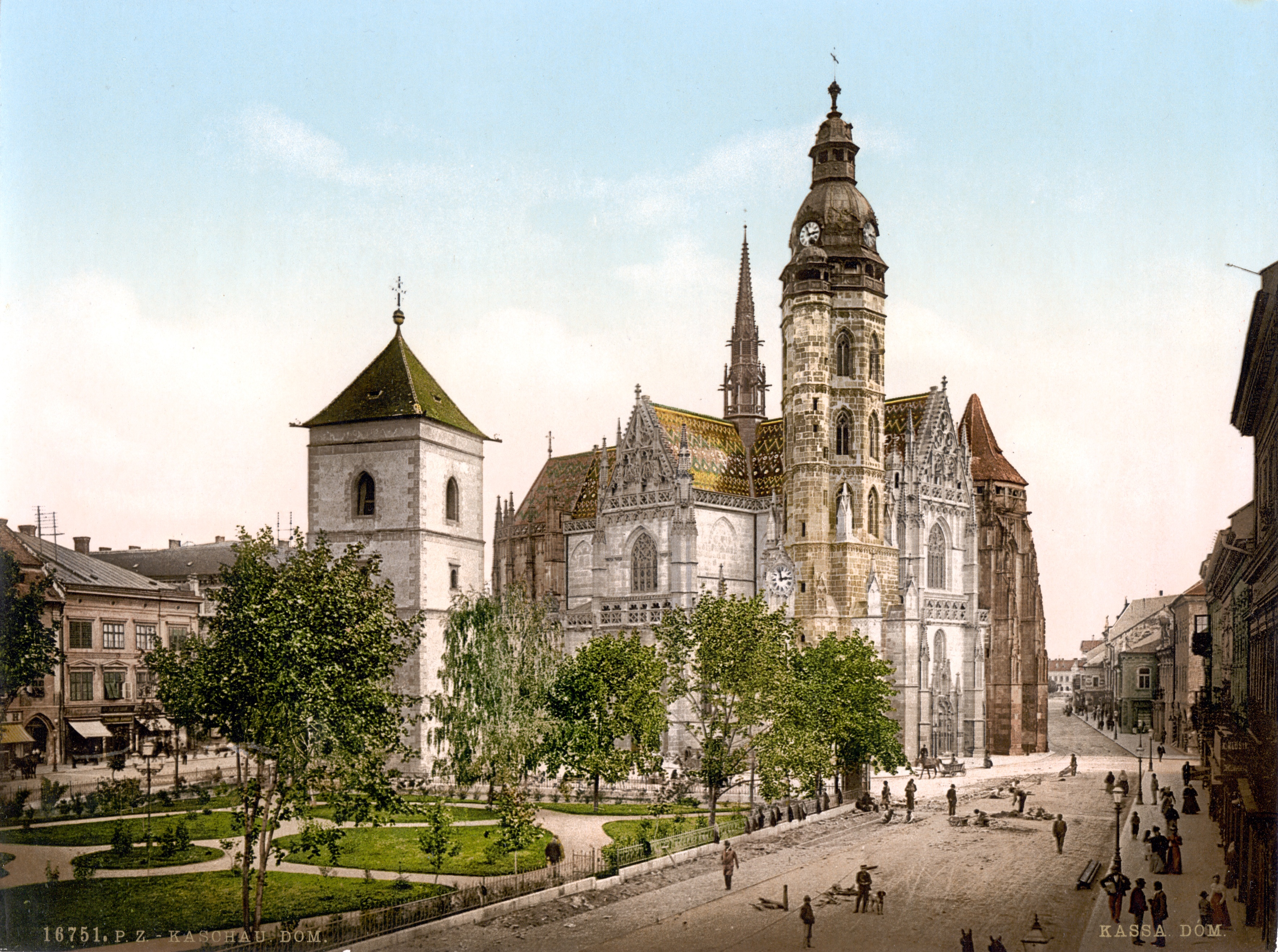
Kaschauer Dom um 1900
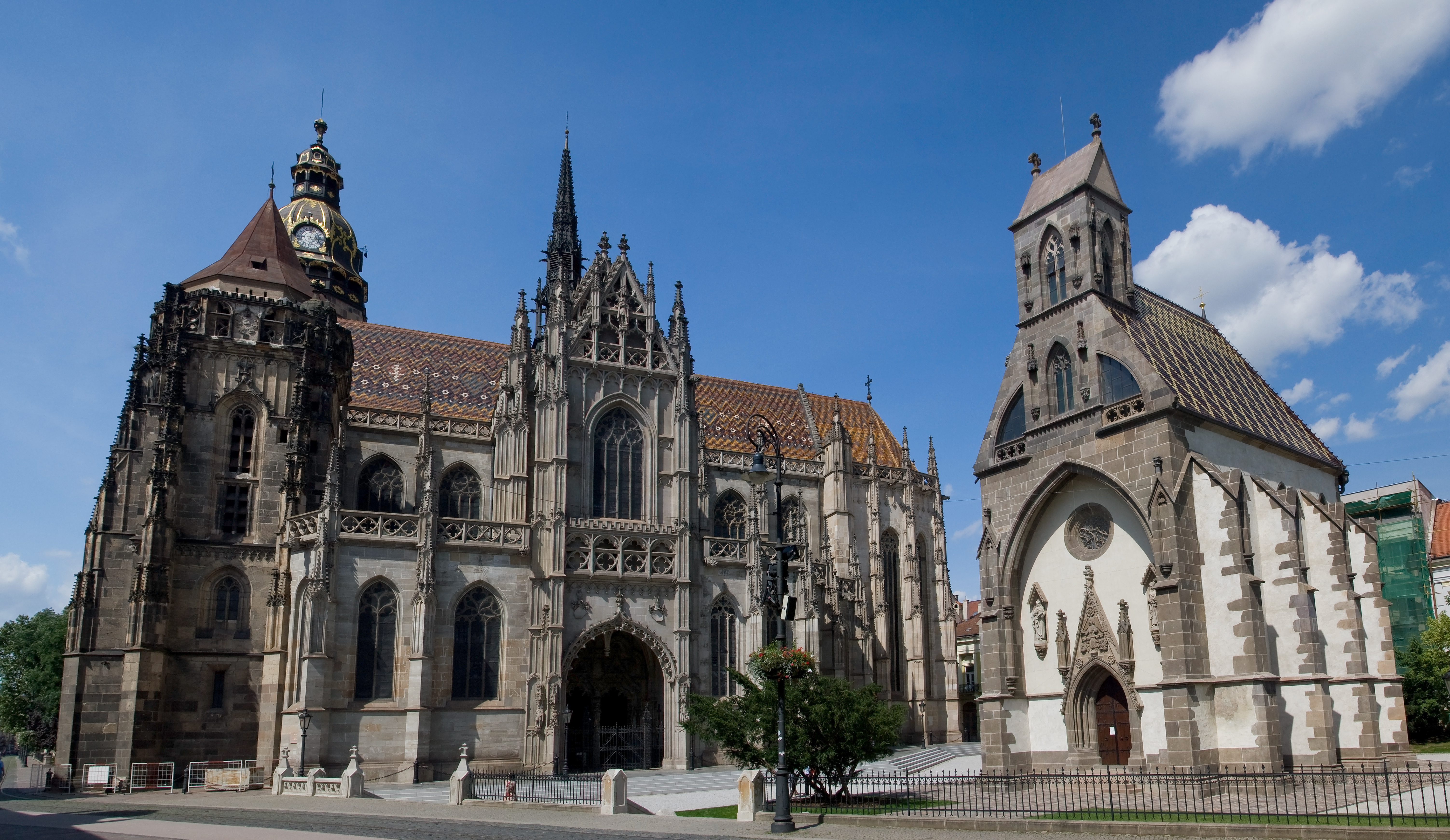
Elisabethdom und Michaelskapelle
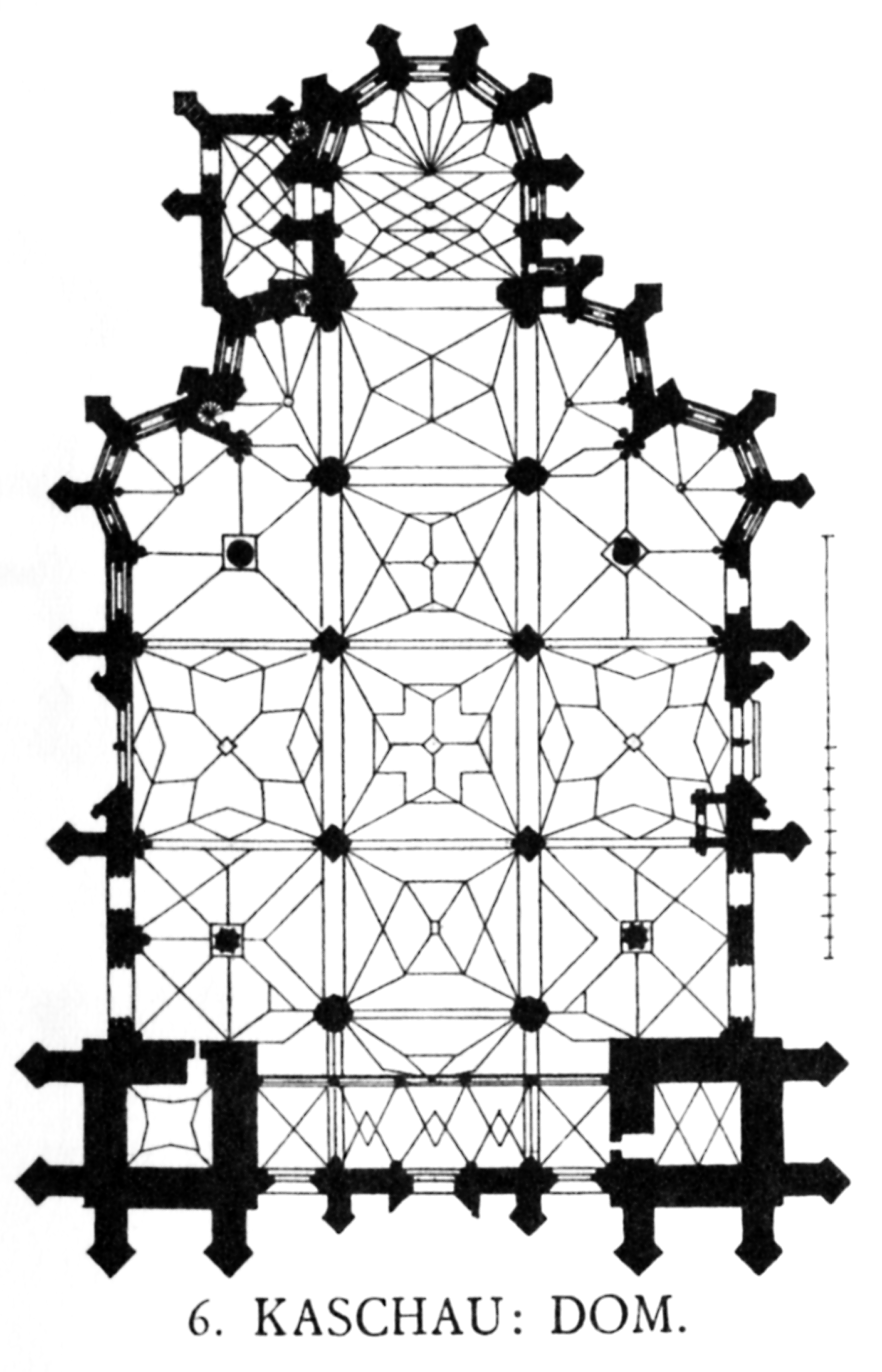
Grundriss
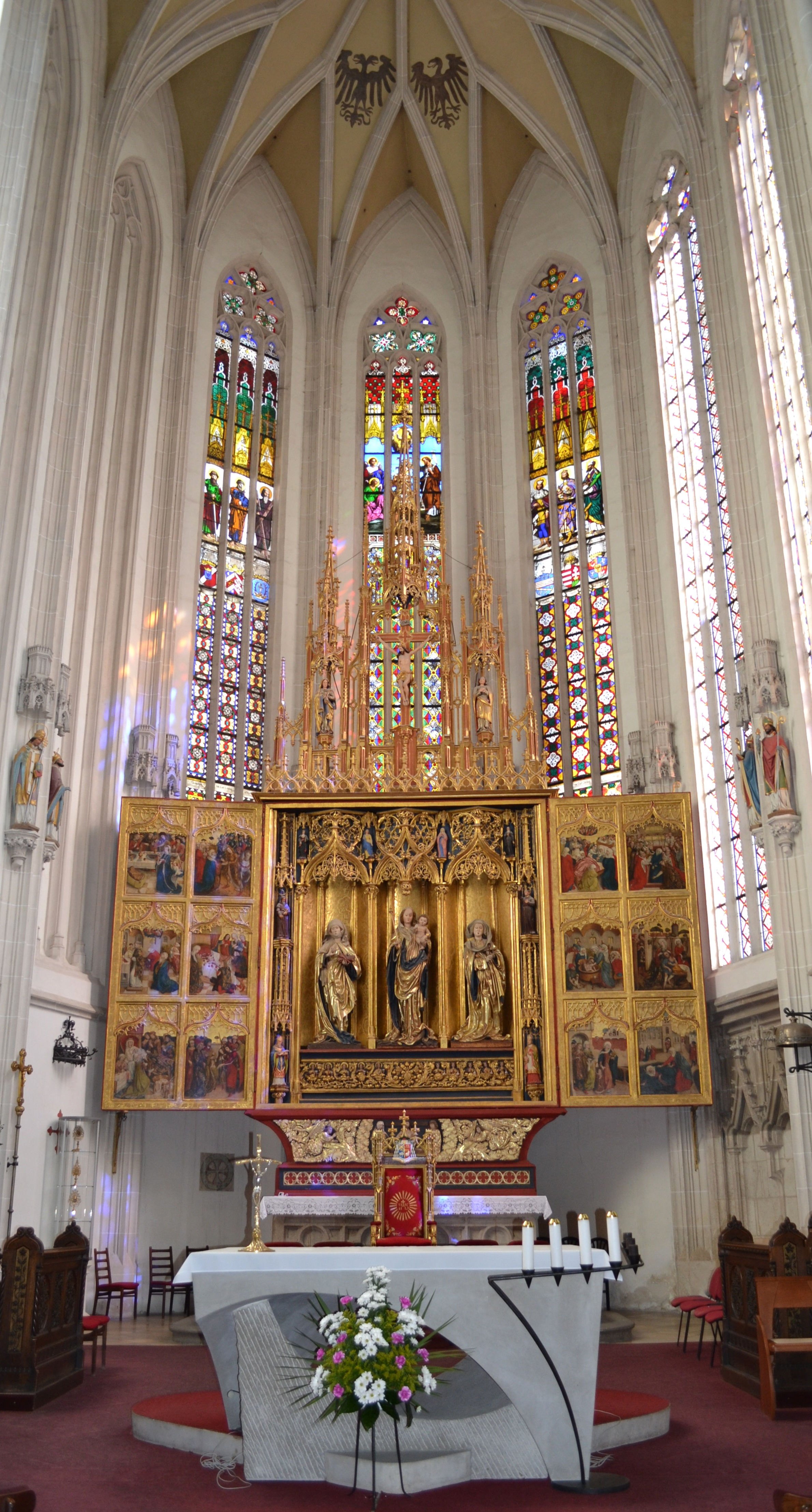
Elisabeth-Altar
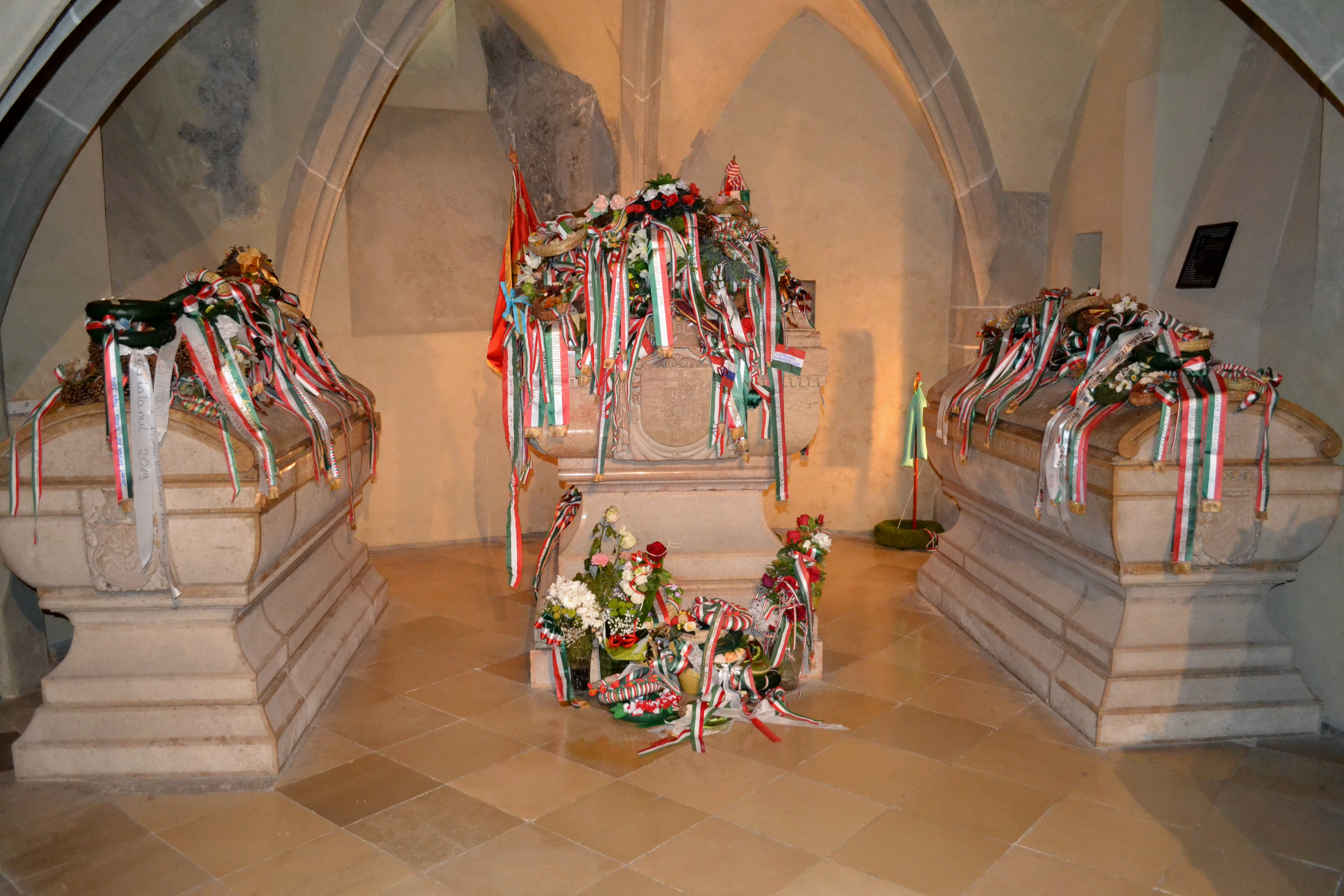
Rákóczi-Gruft